# Ashok Leyland 12M
Ashok Leyland 12M — серия 12-метровых автобусных шасси производства Ashok Leyland, появившихся в 2000-х годах. Автобусы на этих шасси оснащаются кондиционерами, тормозами-замедлителями, пневматической подвеской и автоматизированной трансмиссией.

## BS II
Стандарту Bharat Stage II соответствуют дизельные двигатели мощностью 113, 164, 177 и 205 л. с. Все двигатели оснащены турбонаддувом и интеркулером. Каждый двигатель сочетался в паре с пяти- или шестиступенчатой автоматизированной трансмиссией.
- ALPSV 4/106
- ALPSV 4/107
- ALPSV 4/114
- ALPSV 4/86

## BS III
Стандарту Bharat Stage III соответствуют дизельные двигатели мощностью 164, 180 и 225 л. с.
- ALPSV 4/157
- ALPSV 4/160
- ALPSV 4/169
- ALPSR 3/33 (заднемоторная компоновка)

## BS IV
Стандарту Bharat Stage IV соответствуют двигатели мощностью 165, 177 и 221 л. с. Двигатель мощностью 165 л. с. оснащён системой i-EGR, в то время как двигатели мощностью 177 и 221 л. с. оснащены системой SCR. В стандартную комплектацию входит антиблокировочная система. Шины могут быть как радиальными, так и бескамерными.

## Модификации
- Ashok Leyland Falcon — автобус с ДВС.
- Ashok Leyland Electric Bus (Hybus) — электробус.